# Wilhelm Schmied

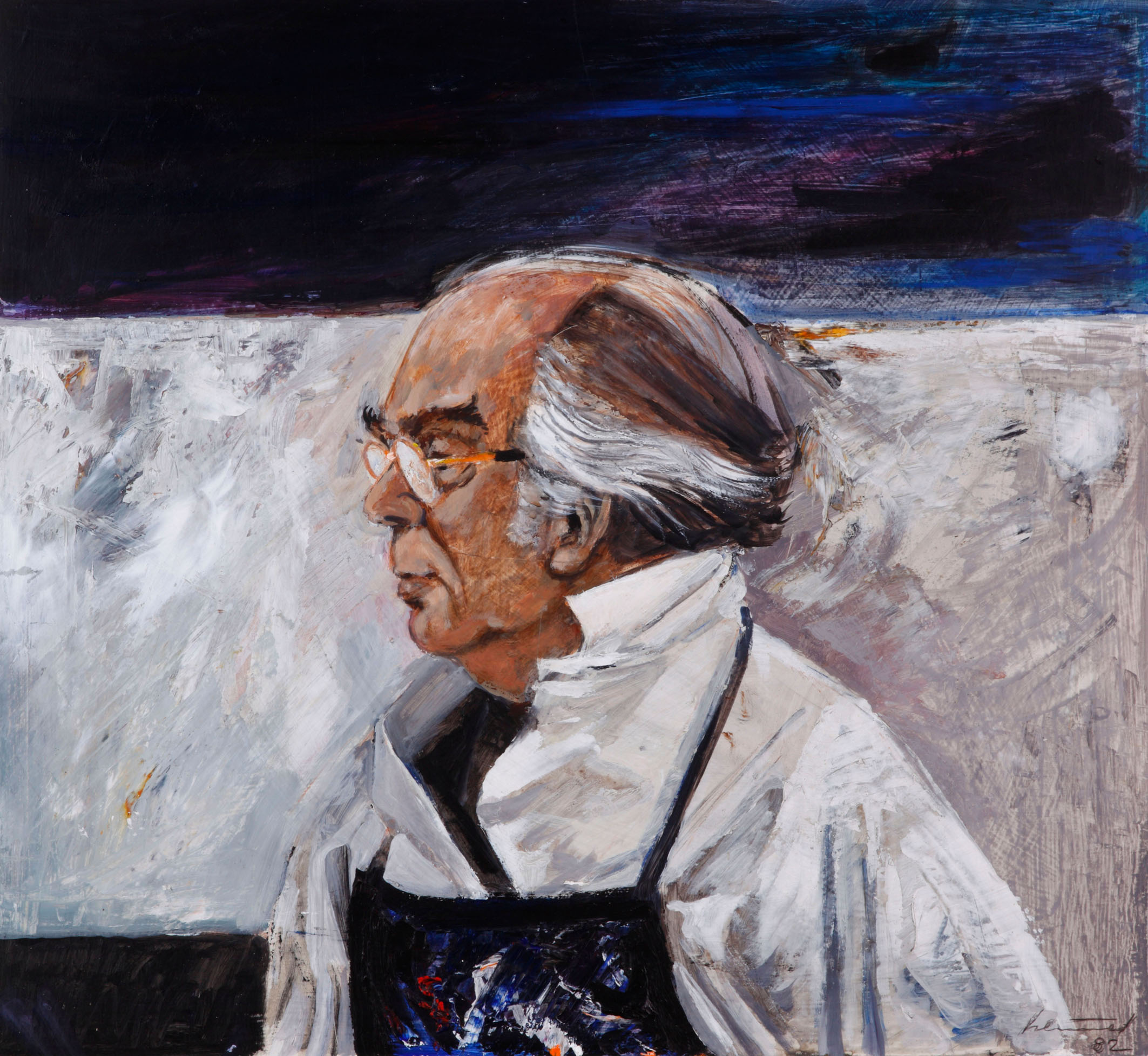
Selbstporträt Wilhelm Schmied, 1982

Wilhelm Schmied (* 13. April 1910 in Dresden; † 7. Dezember 1984 in Sangerhausen) war ein deutscher Maler und Grafiker des Sozialistischen Realismus.

## Leben

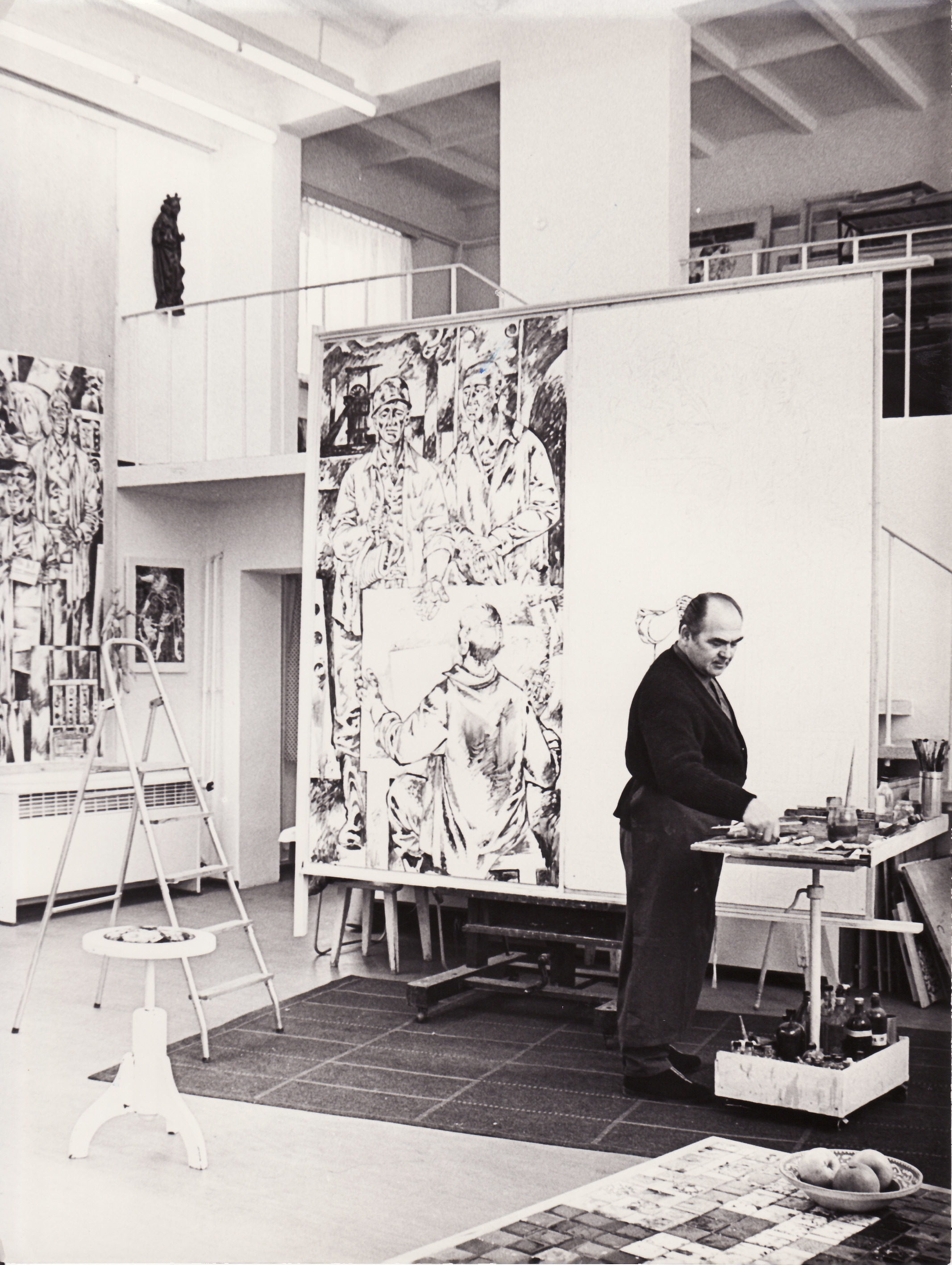
Wilhelm Schmied in seinem Atelier in Sangerhausen Süd-West, 1969, Entstehung Diptychon Bergleute heute und morgen

Wilhelm Schmied wurde als Sohn des Dekorationsmalers Wilhelm Schmied und seiner Ehefrau Ella Schmied, geborene Winkler, in Dresden geboren. Er verbrachte seine Jugendjahre in Riesa, besuchte dort von 1916 bis 1924 die Volksschule und absolvierte von 1924 bis 1927 in Dresden eine Lehre als Dekorationsmaler und Lackierer mit anschließenden Gesellenjahren ab 1927 in Nürnberg, Staffelstein und Schkeuditz. Er studierte unter anderem 1930 ein Semester an der Kunstgewerbeschule in Nürnberg und erhielt Weiterbildungen an der Burg Giebichenstein Halle bei Charles Crodel. Seit 1933 gehörte er der NSDAP an. 1934 legte er seine Meisterprüfung als Malermeister in Halle/Saale ab und war als solcher bis 1940 mit einem eigenen Malergeschäft in Sangerhausen tätig. In diese Zeit fiel auch seine Heirat mit Johanna Lutze aus Schkeuditz 1934 und die Geburt der Tochter Ursula (1936–2014), später selber Malerin. 1940 wurde er in die Wehrmacht einberufen und geriet während des Zweiten Weltkriegs in Gefangenschaft. Nach seiner Entlassung am 30. Januar 1946 in Passade und seiner Rückkehr Anfang März 1946 arbeitete er wieder in seinem Malergeschäft. 1946 begann er seine freiberufliche Tätigkeit mit autodidaktischer Weiterbildung als Maler und Grafiker und wirkte seit 1948 freischaffend in Sangerhausen. 1947 trat er der Liberal-Demokratischen Partei Deutschlands bei.
1948 wurde er Mitglied der Kunstkammer Sachsen-Anhalt. Des Weiteren leitete er langjährig den ab 1954 bestehenden Mal- und Zeichenzirkel des „Thomas-Müntzer-Schachtes für Bildnerisches Volksschaffen“, in dem er Laien, Arbeiter, Hausfrauen und Schüler im Sinne des „Bitterfelder Weges“ weiterbildete, darunter ab 1958 den jungen Einar Schleef, und nahm an der zweiten Bitterfelder Konferenz vom April 1964 teil. Neben seinem eigenen künstlerischen Schaffen war er in verschiedenen Gremien und Verbänden aktiv, wie etwa 1965 im Beirat für bildende Kunst zur Planung der neu entstehenden Halle-Neustadt. Von 1959 bis 1973 war Schmied Vorsitzender des Verbandes Bildender Künstler (VBK) des Bezirkes Halle. Ab 1970 war Schmied Außerordentliches Mitglied der Akademie der Bildenden Künste der DDR, ab 1974 bis zu seinem Tod Ordentliches Mitglied. Christa Böhme, die von 1977 bis 1980 die Akademie der Künste besuchte, zählte zu seinen Schülerinnen. Sein Grab befindet sich auf dem Friedhof in Sangerhausen.

## Künstlerisches Schaffen

### Überblick und Einordnung

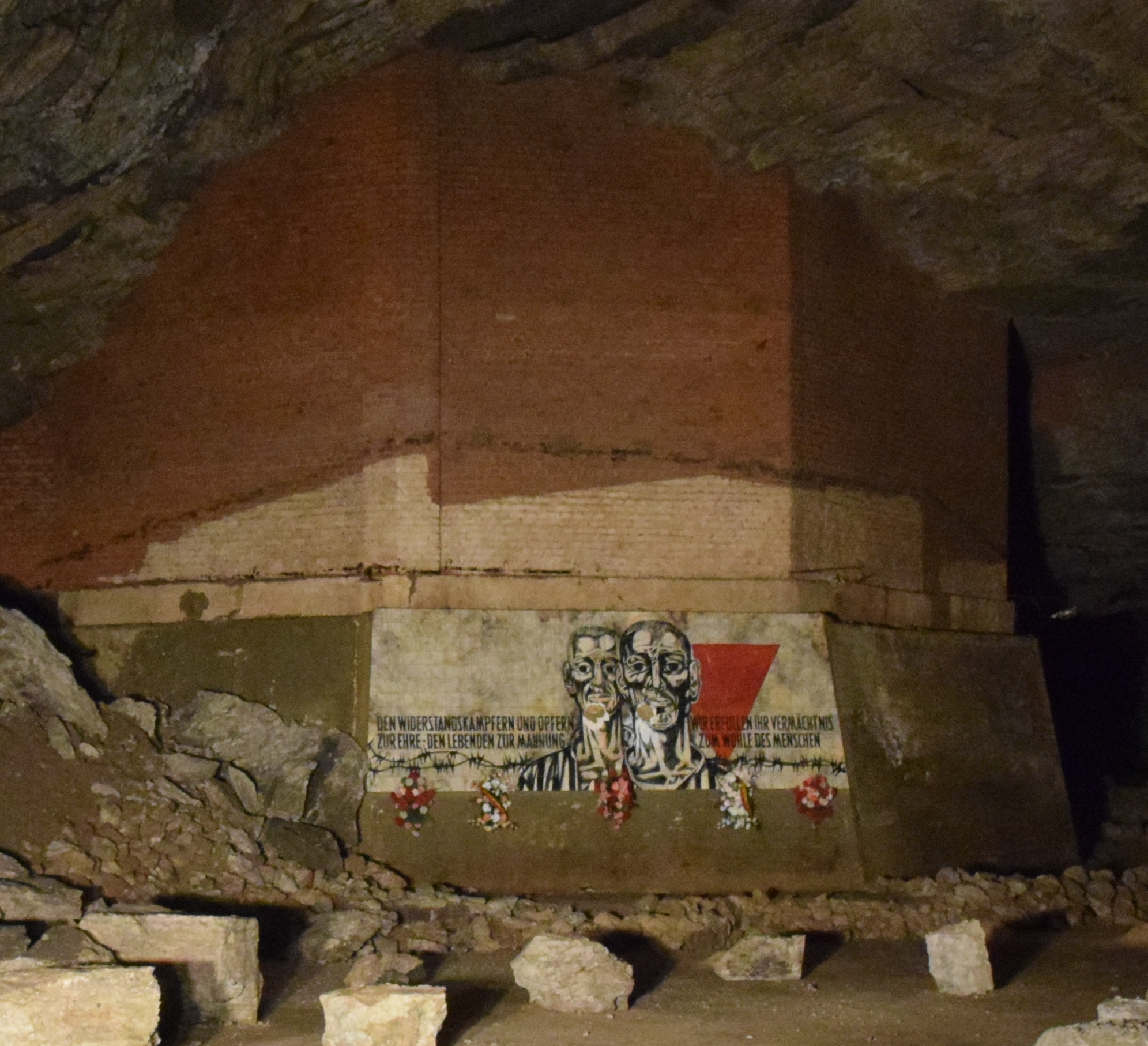
Keramische Wandfliesen, Denkmal in der Heimkehle bei Uftrungen

1951 gewann Schmied den Wettbewerb zur künstlerischen Ausgestaltung des Maxim-Gorki-Theaters in Magdeburg, entwarf 1952 aber auch die Fenster zu Weihnachten, Karfreitag/Ostern und Pfingsten im Chorraum der Jakobikirche in Sangerhausen, und illustrierte Christa Wolfs 1962 im Mitteldeutschen Verlag erschienene Moskauer Novelle. Er beteiligte sich an allen zentralen Ausstellungen in der DDR, erhielt zahlreiche Kunst-am-Bau-Aufträge, die er im Stil des Sozialistischen Realismus ausführte, aber auch Anfang der 1970er Jahre den Auftrag zur Gestaltung eines monumentalen Wandbildes zum Gedenken an die Zwangsarbeiter in der Gedenkstätte in der Heimkehle bei Uftrungen. Er schuf eine Vielzahl von Gemälden, Grafiken, dekorativen Putzarbeiten an Gebäuden und großformatigen Mosaiken. Darüber hinaus faszinierten ihn besonders die Städte- und Landschaftsansichten des Mansfelder Landes sowie die Küstenlandschaft der Ostsee und die Region um Ahrenshoop, die er in seinem umfangreichen Werk von Grafiken, Aquarellen sowie Ölgemälden festhielt. Schmied führte außerdem in den 1960er- und 1970er-Jahren Studienreisen in verschiedene sozialistische Länder und nach Ägypten durch, von denen er eine Vielzahl an Motiven mitbrachte und in späteren Bilderzyklen umsetzte.

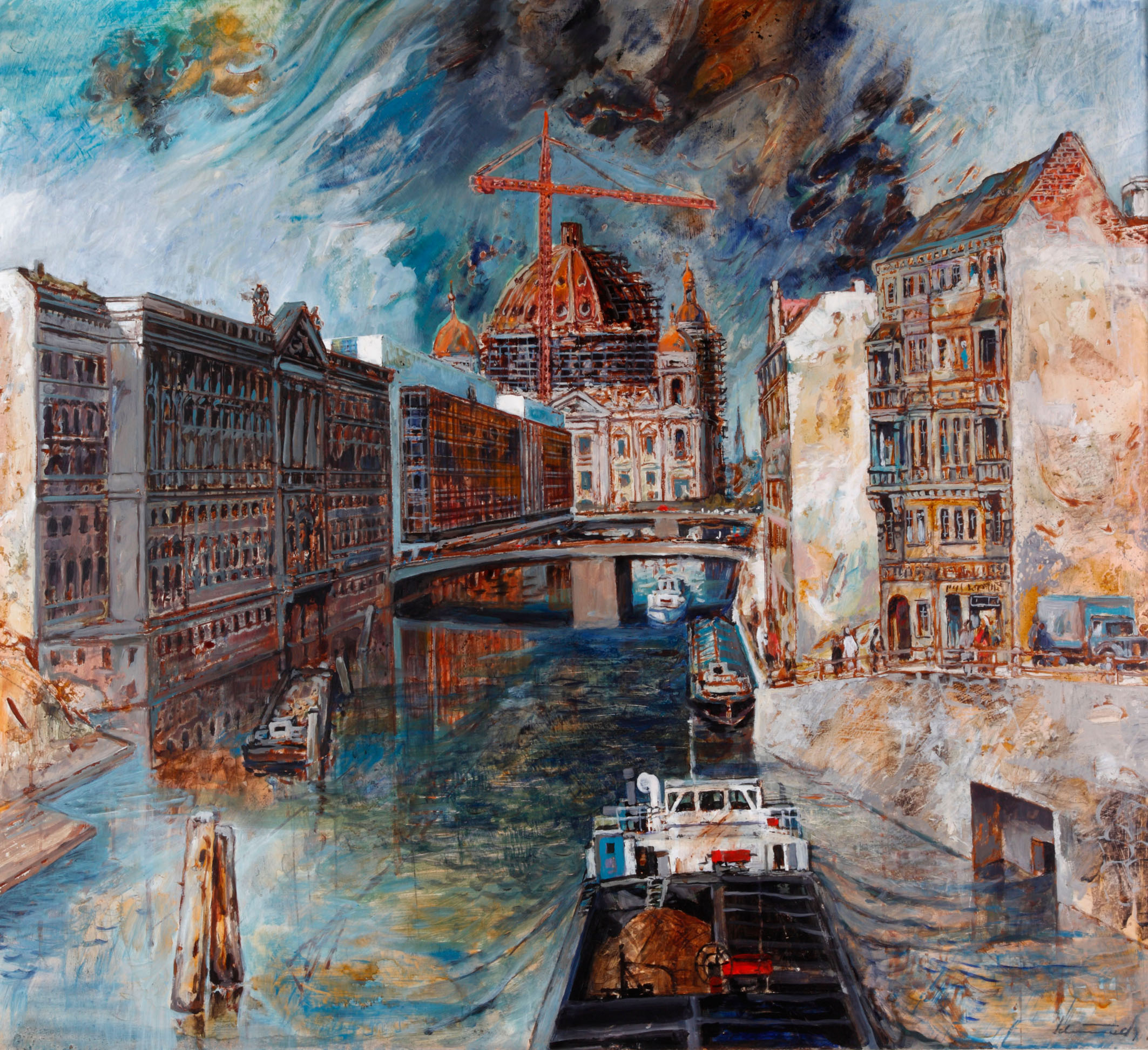
Berliner Landschaft, 1976, Kunstarchiv Beeskow

Schmieds Wirken befand sich in Übereinstimmung mit der Kunstdoktrin der DDR als ideologisch begründete Stilrichtung der Kunst des 20. Jahrhunderts und den Vorgaben des Kulturbundes der DDR. So erläuterte er bereits 1954 seine Ansichten im Artikel Die Deutsche Demokratische Republik - die Pflegestätte unserer nationalen humanistischen Kultur und Förderin der bildenden Künstler in den „Heimatblättern des Kreises Sangerhausen – Kulturspiegel“, dessen „Redaktionskommission“ er angehörte: „Die deutschen Menschen fordern von den Künstlern zeitnahe, realistische Kunstwerke. (...) Nur der Künstler, welcher mit der Arbeit und dem Leben seines Volkes verbunden ist, kann die Forderung der Gesellschaft erfüllen und Werke schaffen, die in Form und Inhalt zeitnah und realistisch sind“.
Das Organ des Zentralkomitees der Sozialistischen Einheitspartei Deutschlands (SED) Neues Deutschland bezeichnete ihn 1983 als „eine fest umrissene Künstler-Persönlichkeit unseres Landes, deren Profil unverkennbar ist, und er hat viel Wichtiges dazu beigetragen, daß das Kunstschaffen der DDR seinen spezifischen, sozialistischen Charakter erlangte“. „Mit seinen überdimensionalen Wandmosaiken avancierte Schmied in der DDR schnell zum gefragten Künstler“. Als Vertreter des sozialistischen Realismus gehörte er zu „den politisch ambitionierten Malern“, die mit zahlreichen staatlichen Preisen geehrt wurden.
Daneben sind seine Werke heute hauptsächlich von kulturhistorischem Interesse. „Schmieds Bilder, zu DDR-Zeiten gestaltet, […] sind wertvolle Dokumente, die Sangerhausen aus der Sichtweise eines Künstlers im Sozialismus zeigen.“ Er schuf Werke, „die sich mit den Kupferschächten, den Bergleuten und der vom Bergbau geprägten Kulturlandschaft dieser Region beschäftigen“. Schmied „hat die bildende Kunst in der DDR wesentlich mitgeprägt. Mit seinen Industrielandschaften, Stadtansichten und Landschaftsbildern dokumentierte er die durch den Menschen hervorgerufenen Veränderungen und wurde so zum Zeitzeugen einer entwickelten Industriegesellschaft“, „zum Chronisten der tief in das Leben der Bewohner der Städte und Dörfer des Mansfelder Landes eingreifenden gesellschaftlichen und wirtschaftsstrukturellen Veränderungen“.
Seine Werke befinden sich unter anderem beim Wilhelm-Schmied-Verein zur Förderung seines künstlerischen Erbes e. V., in der Akademie der Künste Berlin, der Kunsthalle Rostock, im Museum Junge Kunst Frankfurt/Oder, im Schlossmuseum Bernburg, in der Galerie Neue Meister der Staatlichen Kunstsammlungen Dresden, im Museum Weißenfels, im Kunstfonds des Freistaats Sachsen in Dresden, im Kreisheimatmuseum Bad Frankenhausen, auf Burg&Schloss Allstedt, im Otto-Dix-Haus Gera und im Kunstmuseum Moritzburg Halle. Das Spengler-Museum Sangerhausen besitzt unter anderem die Ölgemälde Sangerhäuser Blumenstrauß und Goldene Aue sowie weitere frühere Landschaftsbilder und Stillleben aus der Zeit, als er Wohnraumschmuck malte. Viele seiner Auftragsarbeiten befinden sich eingelagert in Archiven, wie im Berliner Kunstdepot des Bundesverwaltungsamtes, die Werke aus dem Bestand der ehemaligen Mansfeld-Galerie im Kreisarchiv des Landkreises Mansfeld-Südharz (Depot Sangerhausen-Othal), im Mansfeld-Museum und zehn Gemälde im Kunstarchiv Beeskow, die heute „fast nur noch von kulturpolitischem Interesse sind“.

### Kunst am Bau
Hauptsächlich in Sangerhausen hat Schmied bleibende Spuren durch seine Kunst am Bau hinterlassen. Zusammen mit Karl Erich Müller schuf er eine Reihe von Mosaiken und Wandbildern, etwa 1955 das Paracelsus-Mosaik für das chemische Institut der Martin-Luther-Universität Halle-Wittenberg und 1958 ein Kachelwandbild für den Speisesaal der Leunawerke „Walter Ulbricht“. Ab 1970 verwendete er für diese Aufträge, dem Vorbild Willi Neuberts folgend, auch Industrie-Email. Hierbei wird farbiges Email auf Stahlplatten aufgetragen und die so entstandenen Emailplatten zu großflächigen Werken zusammengesetzt.

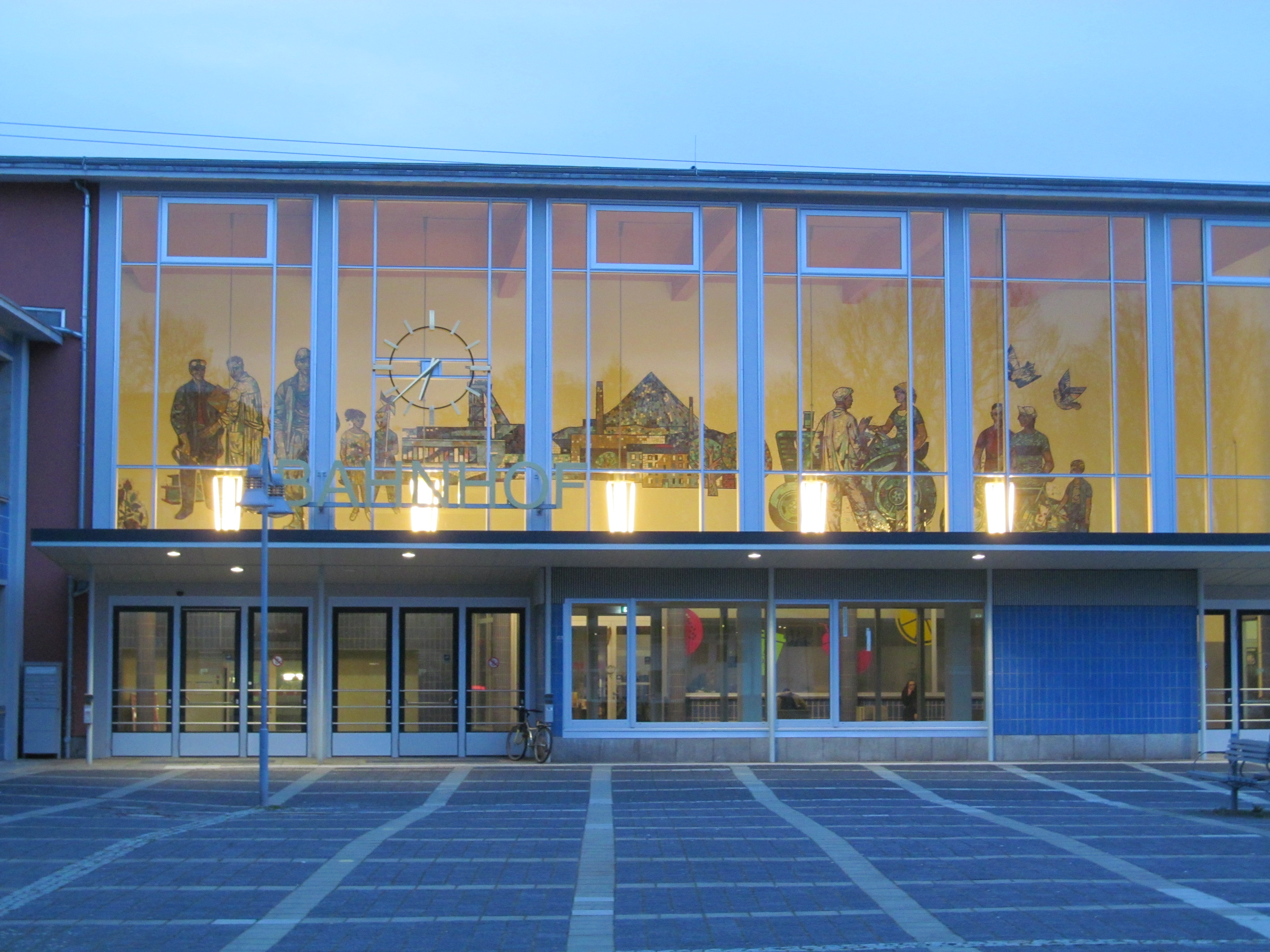
Blick vom Bahnhofsvorplatz in Sangerhausen auf das Mosaik

1963 erstellte er in dem neu errichteten Bahnhofsgebäude von Sangerhausen ein großes Wandmosaik mit dem sozialistischen Realismus verpflichteten Bildmotiven, das heute noch besichtigt werden kann. Die „durch das Streben nach Monumentalität charakterisierte typisierende Darstellungsweise“ findet sich auch in diesem Werk, das für die Stadt typische Handwerke und Berufe zeigt. Ein weiteres großes Wandmosaik aus dem Jahr 1970 befand sich in der Süd-West-Siedlung, nahe dem Atelier von Wilhelm Schmied in der Wilhelm-Koenen-Straße, an der nach Juri Alexejewitsch Gagarin benannten Polytechnischen Oberschule (ab 1990 bis zum Abriss „Schiller-Gymnasium“) in Sangerhausen. Es behandelte das Thema „Raumfahrt“. Als die Schule 2011 abgerissen wurde, wurde auch das damals schon beschädigte Wandbild, das nicht unter Denkmalschutz stand, zerstört. Erhalten geblieben sind indes die zeittypischen Sgraffiti an der Fassade der Berufsschule in der Karl-Liebknecht-Straße und an Hauswänden, in Tür- und Fensterwölbungen der Westsiedlung „Am Bergmann“, die 1952 von einem Künstlerkollektiv um Schmied gefertigt wurden. Bei der Stadtsanierung 2014 wurden sie restauriert.

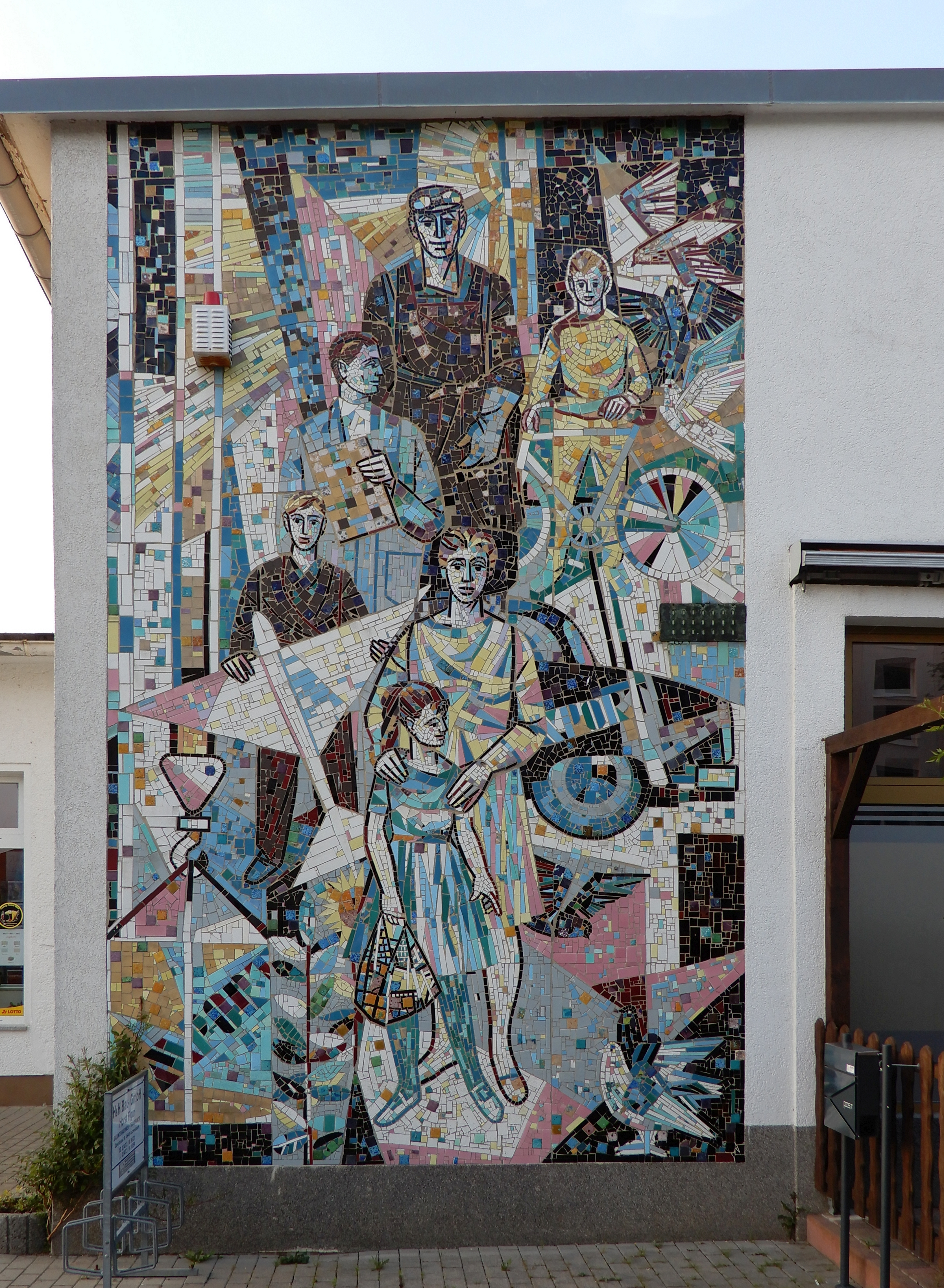
Mosaik Einkaufshalle Aschersleben
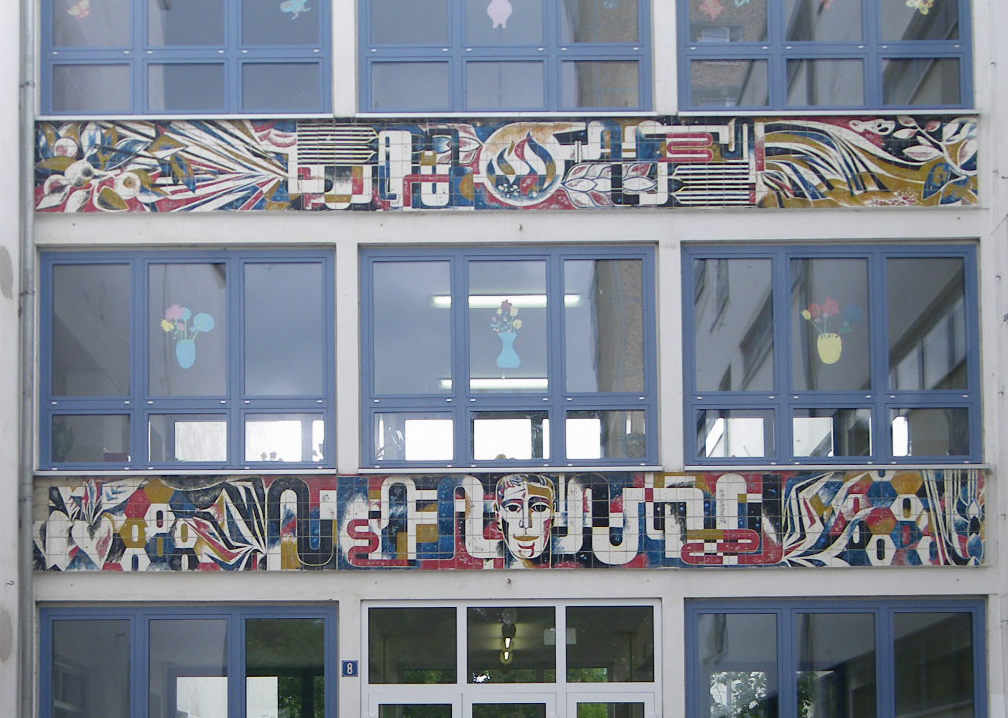
Wandmosaik an der Grund- und Sekundarschule in Halle-Neustadt

Außerhalb von Sangerhausen schuf Schmied 1964 ein Fassadenmosaik für die Einkaufshalle „die Quelle“ in der Oberstraße in Aschersleben, übernahm die Innenwandgestaltung der Schwimmhalle Magdeburg 1965/66 mit dem Mosaik Schwimmer, gestaltete 1970 den Haupteingang der Grund- und Sekundarschule Kastanienallee in Halle-Neustadt mit Malerei auf Keramikfliesen Musik verbindet die Völker und schuf 1974 Kachelwandbilder für die Mensa der Martin-Luther-Universität in Halle-Kröllwitz. 1977 entwarf er mit Die Obstbauern ein Wandbild von 11 Metern Höhe und 5,5 Metern Breite aus 189 Stahlplatten mit Emailglasur im Auftrag der Obstbaugenossenschaft VEG „Walter Schneider“ für eine Giebelwand eines Gebäudes der Siedlung am „Süßen See“ im Eislebener Ortsteil Helfta. Ausgeführt wurde Schmieds Entwurf in der Werkstatt von Willi Neubert in Thale als Spezialist für großformatige Emailkunst.

### Künstlerische Entwicklung und Sujets
Das Mansfelder Land und die nähere und weitere Umgebung seiner Heimat wurden immer wieder zum Bildmotiv. Bereits 1949 beteiligte Schmied sich an der Landeskunstausstellung Sachsen-Anhalts mit dem Aquarell Über Tage. und der III. Kunstausstellung der DDR mit dem Bild Großbaustelle Thomas-Müntzer-Schacht 1953. Schmied wählte Motive wie Sangerhausen 1955 und Halden bei Eisleben 1963 (im Bestand der Staatlichen Kunstsammlungen Dresden, Galerie Neue Meister). Während der 1950er und ersten Hälfte der 1960er Jahre war sein Schaffen gekennzeichnet durch eine nüchterne, vorwiegend beschreibende Darstellungsweise. Seine Landschaften als auch die figürlichen Darstellungen zeichnen sich „durch klarlinige, in sich geschlossene Konturen aus“. „Durch den engen Kontakt zu halleschen Malern dürfte hauptsächlich das Streben nach konstruktiver Klarheit im kompositionellen Aufbau gefördert worden sein.“ Dazu gehörte neben Willi Sitte und Karl Erich Müller, mit dem Schmied bereits früher auf dem Gebiet baugebundener Kunst zusammengearbeitet hatte, der in Thale lebende Willi Neubert. „Tendenzen zu typisierender Verallgemeinerung, die um 1960 das Schaffen dieser Künstler zu bestimmen begannen, setzten sich bei Schmied ebenfalls durch.“
An der V. Kunstausstellung der DDR 1962 beteiligte sich Schmied mit mehreren Bildern: sein 85 cm × 180 cm großes Ölgemälde Mansfelder Land erregte großes Aufsehen und verhalf Schmied zu überregionaler Bekanntheit. Abgebildet sind „Wolferode, die Anlagen des Mansfelder Bergbaus, Schachtanlagen und die Hütten in Helbra und Eisleben“. Es „stellt eine massive Bergbauhalde erstmals in den Zusammenhang einer weitläufigen Landschaft. Die aufgewühlte Erde wirft bedrohliche Schatten auf das Dorf im Mittelgrund, während der Ausblick in die Ferne von qualmenden Schornsteinen verstellt wird. Der sozialistisch reine Titel verdeckt hier den ambivalenten Inhalt des Bildes.“

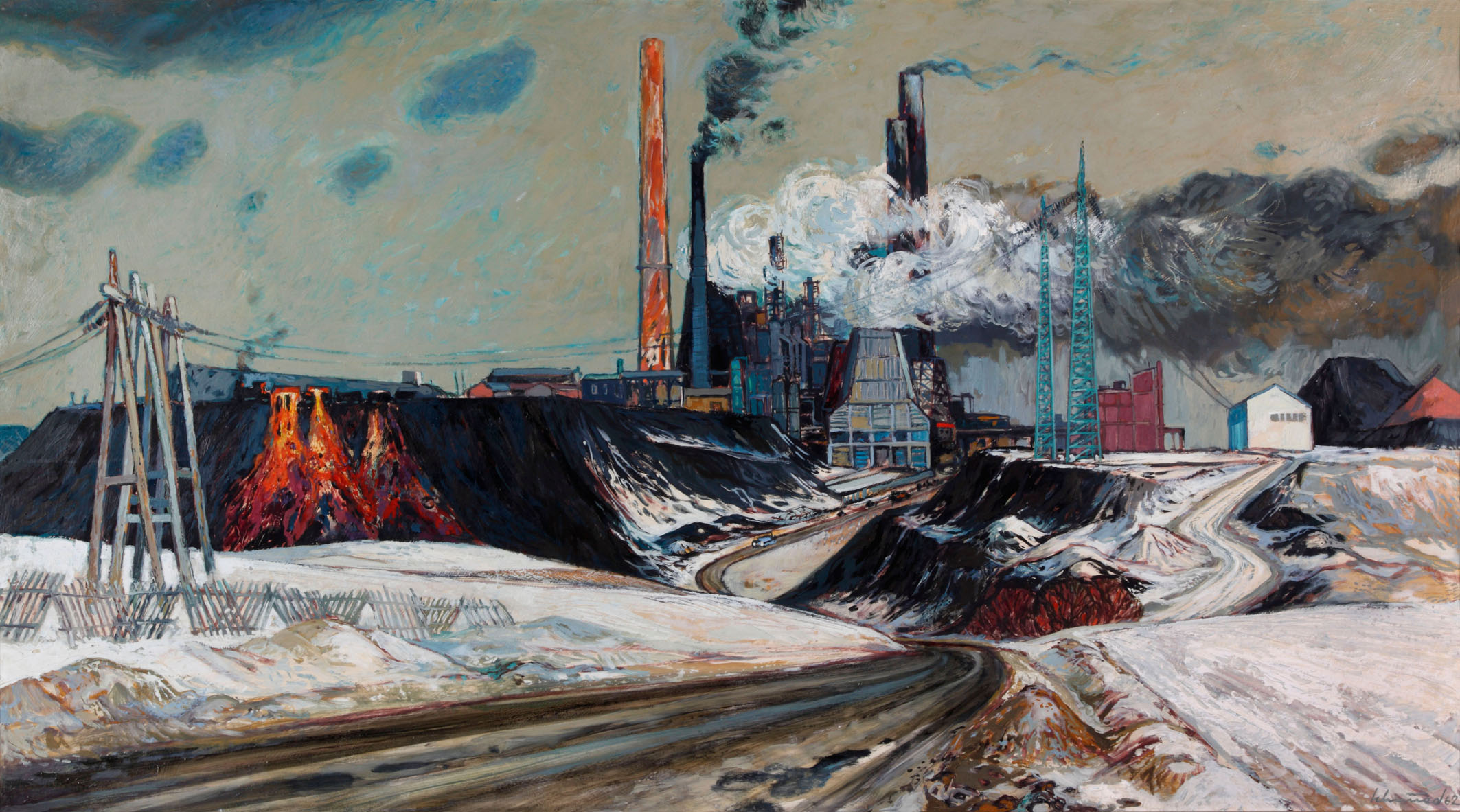
August-Bebel-Hütte/Mansfelderlandschaft, 1962, 90 cm × 160 cm, Öl auf HF

 Das zweite Bild Diskussion Mansfelder Bergarbeiter war seinerzeit eines der seltenen künstlerischen Beiträge, „die sich der neuen, selbstbewussten Arbeiterpersönlichkeit widmeten“. Als weiteres Bild wurde August-Bebel-Hütte/Mansfelderlandschaft „Seht welche Kraft“ ausgestellt, das anschließend zum Staatsrat der DDR überging.
Wie viele seiner halleschen Künstlerkollegen, wie etwa Heinz Beberniß und Willi Neubert, folgte Schmied der sich entwickelnden Bewegung, „die zur persönlichen Begegnung zwischen Künstlern und Produktionsbrigaden führte“ und verband sich 1963 durch Abschluss eines Freundschaftsvertrages mit dem VEB Mansfeld-Kombinat „Wilhelm Pieck“. Bereits seit 1949 hatte das Mansfeld-Kombinat Auftragswerke an Berufskünstler erteilt, „um Kunstwerke im Stil des sozialistischen Realismus zu schaffen“. Die so entstandene Sammlung von 380 Kunstwerken wurde in der „Mansfeld-Galerie“ ausgestellt. Motive von Schmieds Bildern waren die Veränderung der Landschaft durch den Bergbau und Themen aus der industriellen Produktion. Die „damals weithin übliche Hinwendung zu einem oft ideale Züge aufweisenden Typusportrait“ kennzeichnete seine Darstellung der Arbeiter. 1969 errichtete ihm das Kombinat in Sangerhausen-Südwest ein Atelier, das noch immer besteht. Zu Schmieds Auftragsarbeiten gehörten unter anderem Thomas-Müntzer-Schacht in Sangerhausen von 1959, im Bestand des Landkreises Mansfeld-Südharz, das Diptychon Bergleute heute und morgen von 1969 und das Triptychon Menschen des Mansfelder Landes von 1970. 1973 entstand Halle-Neustadt, gefertigt für den Rat der Stadt Halle/Saale, 1981 Halle – Trasse F 80, im Bestand des Landesverwaltungsamtes Halle.
Studienreisen nach Nordkorea 1964, Polen 1966, Ungarn, Rumänien und Bulgarien 1967, Finnland 1972, Ägypten 1976, Jugoslawien 1977 sowie in die CSSR 1971 und mehrfach zwischen 1959 und 1972 in die UdSSR gaben Schmied Impulse zu neuen künstlerischen Ausdrucksmitteln. Seine Eindrücke hielt er etwa in Bildern wie Sheravna (Bulgarien) (1966) oder Krimküste bei Gursuf (1968) fest. Ab Mitte der 1960er Jahre wandelten sich seine Werke von einer „betont statischen Auffassung“ zu einer dynamischeren Darstellung. „Eine neue Lebhaftigkeit, die sich in der Vorliebe für bewegtere Formen äußert“, wurde in den Bildern sichtbar. Einblicke in die ostasiatische Kultur während seiner Nordkorea-Reise ließen Schmied „Architektur und Landschaft als Einheit“ erfassen. Seine Farbauswahl wurde ebenso durch die Reisen in südliche Länder beeinflusst, gewann an „Leuchtkraft und Frische“ und besonders die Reise nach Ägypten im Jahr 1976 „führte in seine Malerei einen neuen Farbklang ein“, der in Bildern wie Dorf im Nildelta und Boote am Nil aus dem Jahr 1976 sichtbar wird.
Daneben hielt Schmied die Küstenlandschaften der Ostsee bildnerisch fest, etwa 1965 durch Fischerboote in Warnemünde. Mehrfach hielt er sich in der Zeit von 1960 bis 1980 im „Bad der Intelligenz“ Ahrenshoop auf. Dort schuf er zahlreiche Landschaftsbilder vom Fischland, beispielsweise Althagen (1960), Gärtnerei in Wustrow (1963), Steilufer bei Ahrenshoop (1964), Kate mit blühenden Bäumen (1964), Bauernhof bei Wustrow (1965), Steilküste bei Ahrenshoop (1972, im Bestand des Landesverwaltungsamtes Halle), Ahrenshoop (1976) und Ahrenshoop (1979).

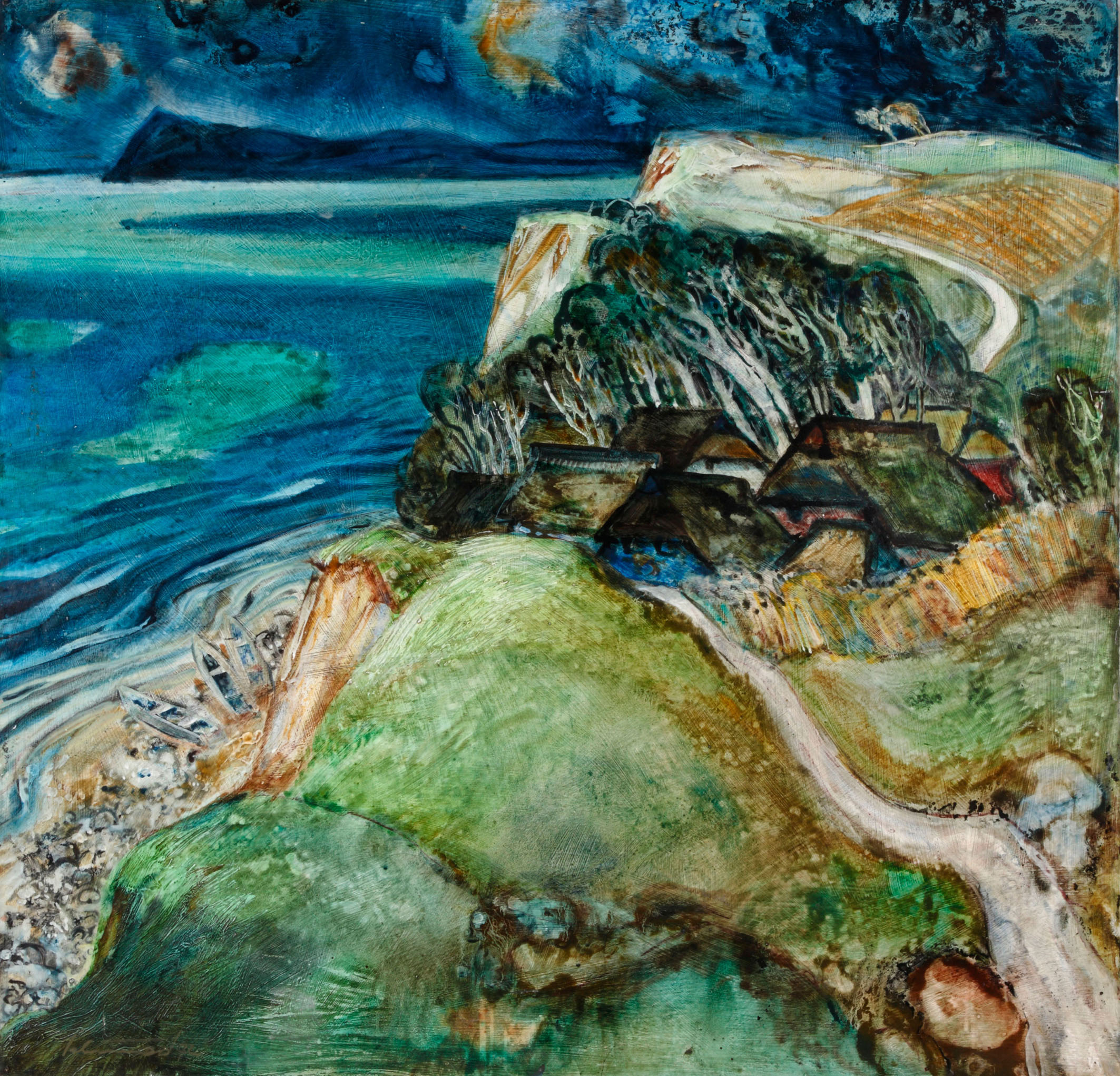
Vitt auf Rügen, 1972
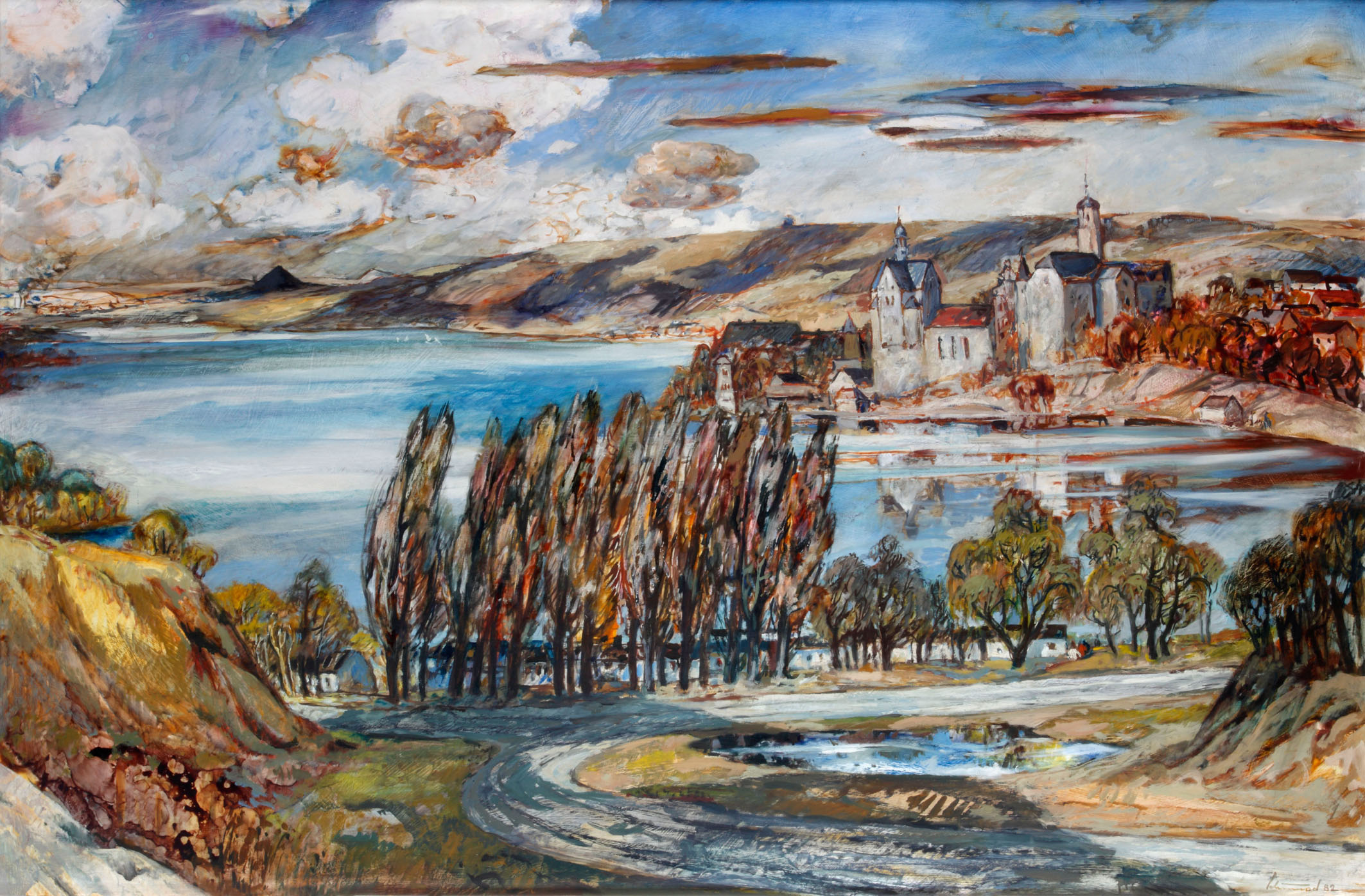
Seeburg am Süßen See bei Lutherstadt Eisleben, 1982, Kunstarchiv Beeskow
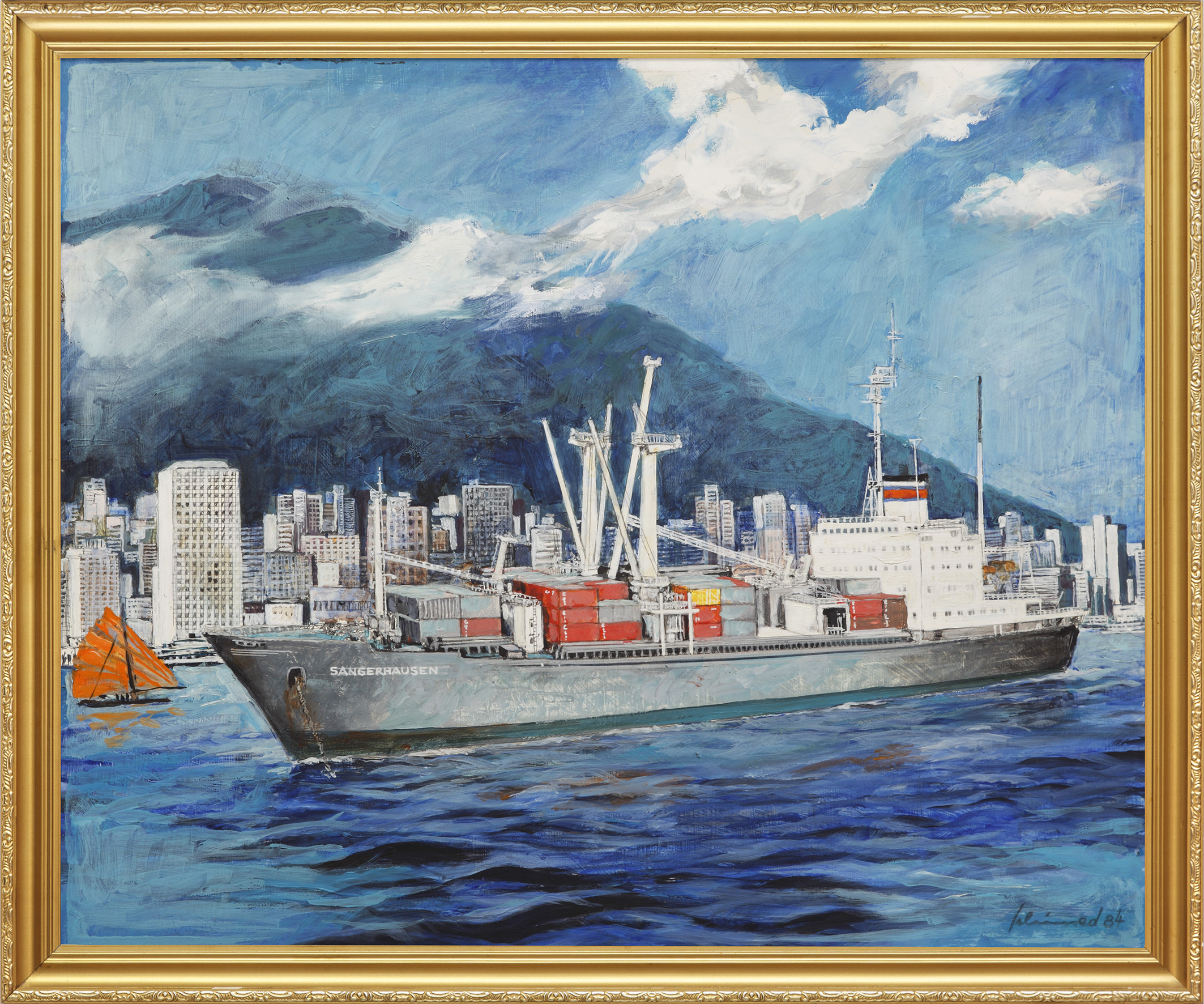
„MS Sangerhausen“, 1984, (Kapitänsbild für das DSR-Containerschiff)

## Auszeichnungen
- Händelpreis des Rates des Bezirkes Halle (1962)[6]
- Kunstpreis des FDGB für das Gemälde „Halden bei Eisleben“ (1963)[36]
- Johannes-R.-Becher-Medaille der DDR (1963)[6]
- Verdienstmedaille der DDR (1964)[7]
- Vaterländischer Verdienstorden in Bronze (1966), in Silber (1975), in Gold (1980)
- Kunstpreis der DDR (1968)[2][7]
- Nationalpreis der DDR (1969)[2][7]
- Kunstpreis des Rates der Stadt Halle-Neustadt für das Gemälde „Halle-Neustadt 1973“ und seine Tätigkeit beim Verband Bildender Künstler (1973)[51]
- Banner der Arbeit, 1976[6]
- Benennung einer im Wohngebiet Nord neu entstandenen „Wilhelm-Schmied-Straße“ in der Kernstadt Sangerhausen (2016)[52]

## Ausstellungen

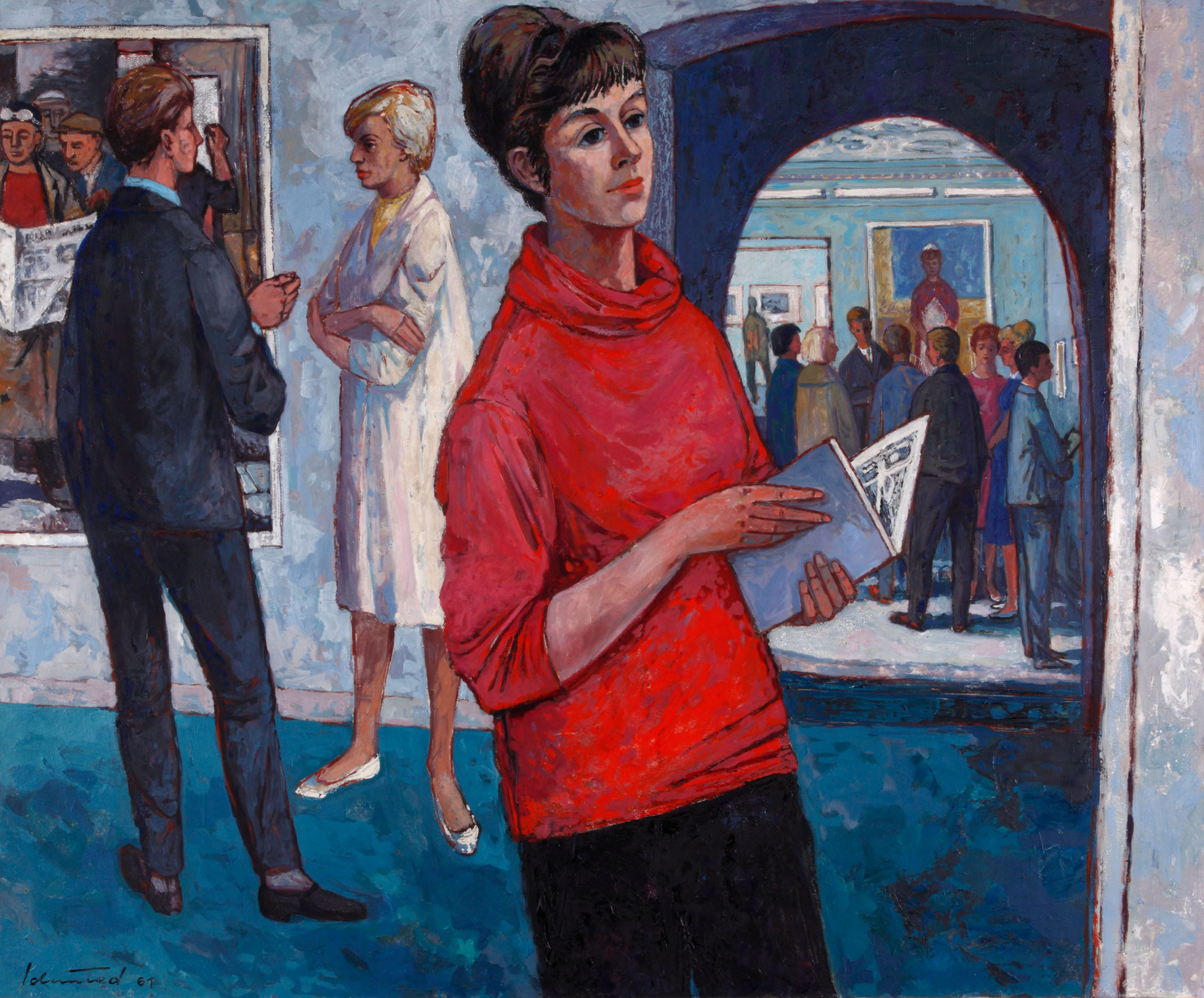
In der Ausstellung, 1961, Öl auf HF, Kunstarchiv Beeskow

Seit 1949 beteiligte sich Wilhelm Schmied mit seinen Werken von 1953 bis 1988, außer 1982/1983, an allen Deutschen Kunstausstellungen  bzw. Kunstausstellungen der DDR im Albertinum in Dresden und an sämtlichen Kunstausstellungen des Bezirkes Halle sowie an nationalen Ausstellungen in Halle und Leipzig, des Weiteren an internationalen Ausstellungen in Moskau, Sofia und Prag. Personalausstellungen fanden in der Zeit von 1969 bis 1983 unter anderem in Halle (1972, 1982), Eisleben (1980), Bernburg (1972), Sangerhausen (1972), Weißenfels, Píšťany (1980), Bad Frankenhausen (1982), Berlin (1983), Köthen, Merseburg und Heringsdorf statt. 1982 fand eine große Ausstellung in der Gedenkstätte „Bauernkriegspanorama“ in Bad Frankenhausen statt. 1983 wurden ca. 200 Arbeiten von Schmied in seiner letzten großen Personalausstellung der Akademie der Künste im Marstall in Berlin gezeigt, darunter die meisten der Fischland-Bilder aus Ahrenshoop.
Posthum fanden anlässlich seines Geburtstages 1990 eine Gedenkausstellung in der Galerie Junge Kunst (heute Städtische Museen Junge Kunst und Viadrina) Frankfurt/Oder, 2000 eine umfangreiche Werkschau mit vielen Leihgaben im Spengler-Museum Sangerhausen und 2010 eine Ausstellung in der Art Kapella Schkeuditz statt. Ein 2014 gegründeter Verein, der sich Schmieds Werk widmet, initiierte bzw. organisierte anlässlich seines 30. Todestages 2014 die Ausstellung „Vergessene Schätze“ in seinem ehemaligen Atelier in Sangerhausen Süd-West, außerdem an seinem 105. Geburtstag eine Sonderfahrt der Mansfelder Bergwerksbahn zu im Lokschuppen von Hettstedt ausgestellten Bildern sowie 2018 im Galerie Café der Halloren Schokoladenfabrik in Halle die Ausstellung „Wilhelm Schmied. Ein Leben für die Kunst – Stadt- und Landschaftsansichten“.
Schmieds Tafel-Bilder (jeweils 140 cm × 180 cm, Öl auf Hartfaserplatte) aus dem Jahr 1975 – Leunawerke, Rappbode-Talsperre, Mansfelder Schächte –, die im Konferenzraum der Volkskammer im Palast der Republik hingen, befinden sich nun im Bestand des Kunstdepot des Bundesverwaltungsamtes und waren 2019 Teil der durch die Kulturstiftung des Bundes geförderten Ausstellung Palast der Republik – Utopie, Inspiration, Politikum in der Kunsthalle Rostock. Gezeigt wurden „Kunstwerke, die sich mit diesem kontrovers diskutierten Gebäude auseinandersetzen. Kunst, die das staatliche Symbol stützte, wird derjenigen gegenübergestellt, die staatliche Entscheidungen kritisch hinterfragte“. Das Brandenburgische Landesmuseum für moderne Kunst zeigt im Rahmen der Frankfurter Ausstellung „Ein kristallner Tag“ 2024/2025 Winterbilder verschiedener Künstler, darunter auch Wilhelm Schmied.

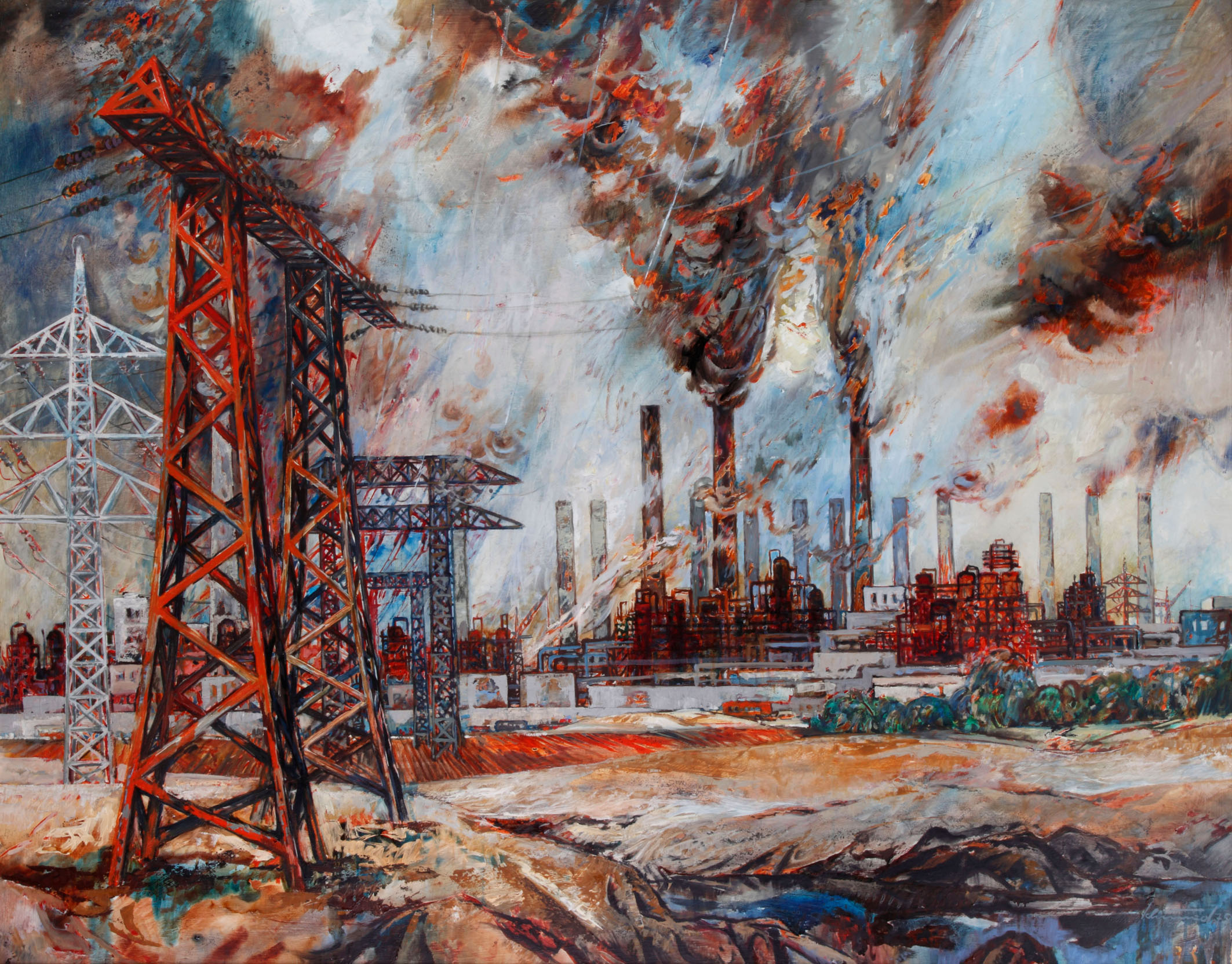
Leunawerke
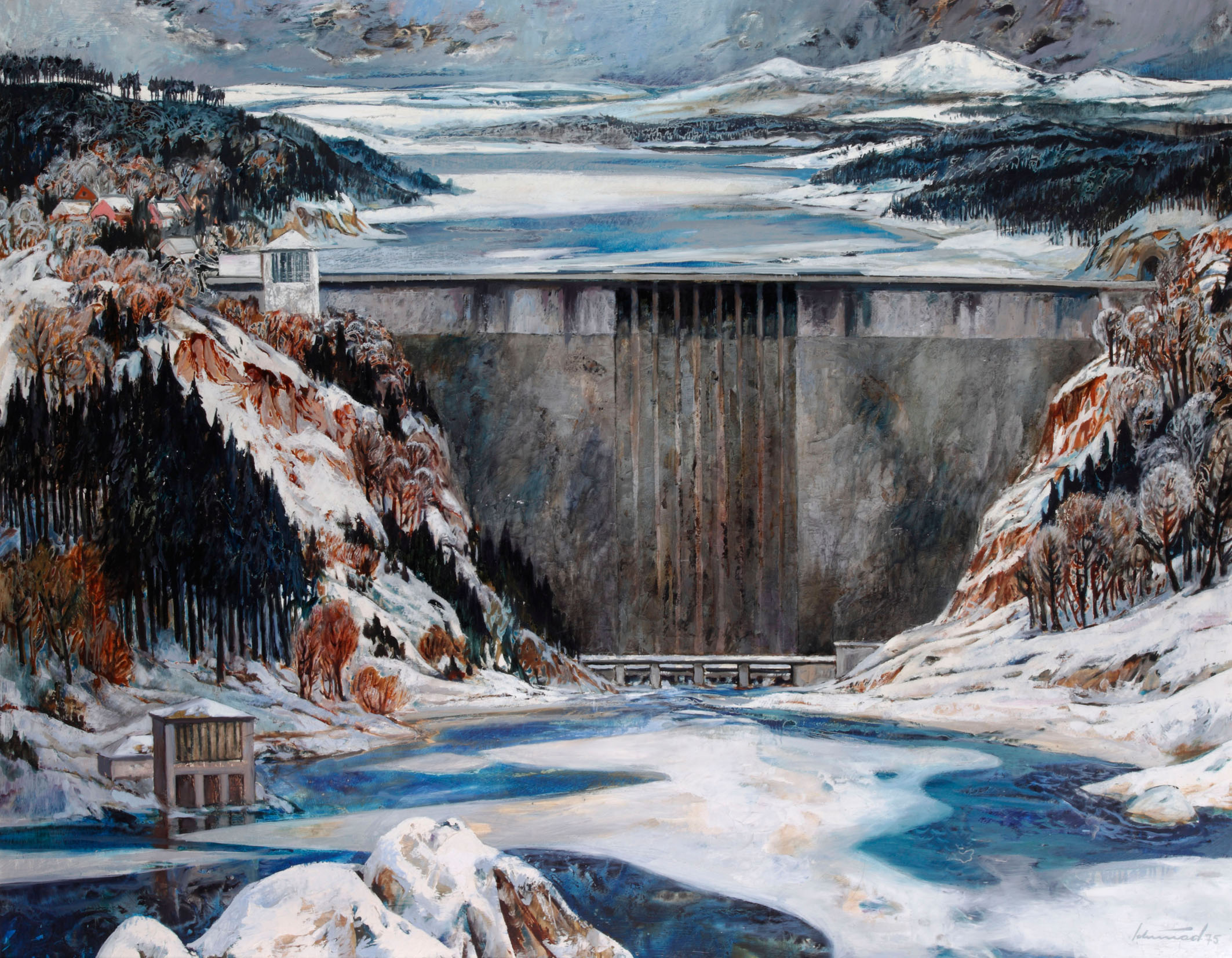
Rappbodetalsperre
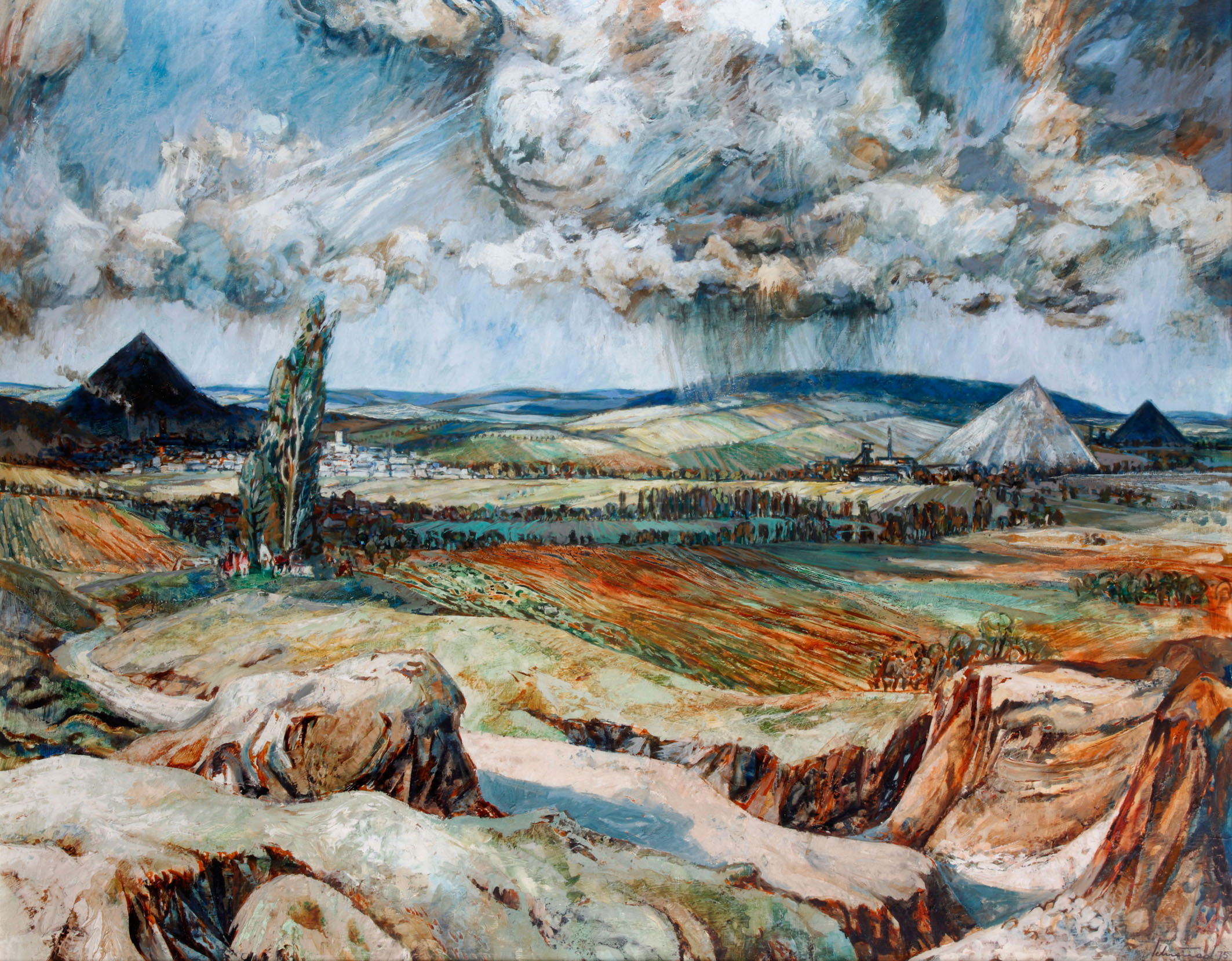
Mansfelder Schächte